# Look Alive
Look Alive — другий мініальбом англійського пост-хардкор-гурту We Are the Ocean, який вийшов 16 листопада 2009 року.

## Треклист
1. Look Alive - 3:03
2. (I'll Grab You By The) Neck of the Woods - 3:55
3. Cutting Our Teeth - 2:03
4. Drag Me Down - 2:42